# 川原幸男
川原 幸男（かわはら ゆきお、1913年〈大正2年〉8月30日 - 1985年〈昭和60年〉9月24日）は、昭和期の地方公務員、政治家。東京都港区長（3期）。

## 略歴
東京に生まれる。1937年（昭和12年）に法政大学専門部経済科を卒業する。
1935年（昭和10年）に東京市芝区役所に入り、港区総務部長、教育長、助役を務めた。1975年（昭和50年）に初の区長公選で港区長に当選する。三期連続当選するも、任期中の1985年（昭和60年）9月24日に死去。